# دان دويل
دان دويل (بالإنجليزية: Dan Doyle)‏ هو لاعب كرة قدم بريطاني (وحمل سابقاً جنسية المملكة المتحدة لبريطانيا العظمى وأيرلندا) في مركز الظهير، ولد في سبتمبر 1864 في اسكتلندا في المملكة المتحدة، وتوفي في 1918. لعب مع بولتون واندررز وغريمسبي تاون ونادي إيفرتون ونادي سلتيك ونادي هيبرنيان.

## مسيرته الكروية
لعب دان دويل خلال مسيرته الاحترافية مع نادِ واحدٍ في ثمانية مواسم وسجل خلالها 4 أهداف ضمن 113 مباراة. حيث فاز في موسمين بالكأس وأربعة مواسم بالدوري.
خاض دان دويل مسيرته مع نادي سلتيك في موسم 1891–92 ليلعب معه ثمانية مواسم، مشاركًا في 113 مباراة سجل خلالها 4 أهداف.

## وصلات خارجية
- دان دويل على موقع الاتحاد الإسكتلندي (الإنجليزية)
- دان دويل على موقع ناشيونال فوتبول تيمز (الإنجليزية)